# 't Mariacranske

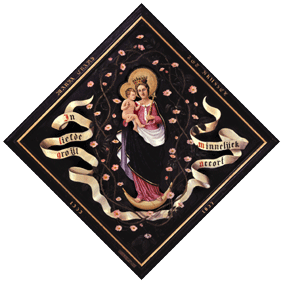
Blazoen van de toneelvereniging De Wijngaard - 't Mariacranske.

 't Mariacranske is een Brusselse rederijkerskamer die in 1507 ontstond door een fusie van De Violette en De Lelie. De eerste artistiek leider was Jan Smeken. Hij werd opgevolgd door Jan van den Dale. De kamer was actief tot het einde van de achttiende eeuw.
Aan het begin van de negentiende eeuw wierp het Brusselse gezelschap De Wijngaard zich op als erfgenaam van 't Mariacranske. Daarmee ontstond de gecombineerde naam 't Mariacranske-De Wijngaard. In 2007 werd het 500-jarig jubileum van de rederijkerskamer gevierd met het project WIT en de bundel Rederijkerskamer 't Mariacranske 500 jaar aan het woord (Roeselare: Roularta, 2007).